# Pietro Nardini
Pietro Nardini, né à Livourne le 12 avril 1722 et mort à Florence le 7 mai 1793, est un violoniste et compositeur italien.

## Biographie
Il est l'élève de Giuseppe Tartini à Padoue avec lequel il travaille six ans, puis s'installe en 1762 à Stuttgart, en Allemagne à la chapelle de la cour, en tant que violoniste et devient chef d'orchestre jusqu'en 1765 et visite plusieurs villes d'Allemagne et Vienne. Il abandonne ses fonctions dans le Wurtemberg pour revenir dans sa ville natale et assiste Tartini lorsqu'il est malade. Il est maître de chapelle du grand-duc de Toscane à Florence à partir de 1770. Parmi ses disciples, on note Bartolomeo Campagnoli et Gaetano Brunetti.
Ami de Leopold Mozart, qui loue son jeu, il est témoin de l'arrivée de Wolfgang lors de son premier séjour en Italie et de ses tentatives d'y trouver une position durable en 1770-1771. Il fait également la connaissance du compositeur bohémien Václav Pichl, maître de chapelle auprès de l'archiduc Ferdinand d'Este, gouverneur autrichien de la Lombardie.

## Œuvres
Les œuvres de Nardini appartiennent au style « classique » ; on compte entre autres six quatuors à cordes, seize concertos pour violon (dont les six de l'op. 1 – Amsterdam 1765), six duos pour alto, six sonates pour violon seul et six avec basse.

## Discographie
- Quatuors à cordes - Quartetto Eleusis (20-22 janvier 2012, Brilliant Classics 94438) (OCLC 828930314)
- Concertos pour violon - Mauro Rossi, violon et direction ; Orchestra da Camera Milano classica (2002, Dynamic) (OCLC 51314489)
- Sonate per violino e basso - Ensemble Ardi Cor Mio (27-29 mars 1999, Tactus) (OCLC 55048276)

Au sein de récitals
- Ida Haendel plays Baroque transcriptions : Sonate (trans. Flesch) - Ida Haendel, violon ; Geoffrey Parsons, piano (1976, Testament) (OCLC 51219405)
- Concerto italiano : Concerto en sol majeur - Giuliano Carmignola, violon ; Venice Baroque Orchestra, dir. Andrea Marcon (mars 2009, Archiv) (OCLC 456203988)
- Concertos pour flûte en ré et en sol majeur - Marzio Conti, flûte ; I Solisti Aquilina, dir. Vittorio Antonellini (9-13 juillet 1991, Nuova Era) (OCLC 31976394)